# Geoff Williamson
Geoffrey Williamson (conocido como Geoff Williamson; 10 de julio de 1923-17 de septiembre de 2009) fue un deportista australiano que compitió en remo. Participó en dos Juegos Olímpicos de Verano en los años 1952 y 1956, obteniendo una medalla de bronce en Helsinki 1952 en la prueba de ocho con timonel.

## Palmarés internacional
| Juegos Olímpicos | Juegos Olímpicos     | Juegos Olímpicos  | Juegos Olímpicos |
| Año              | Lugar                | Medalla           | Prueba           |
| ---------------- | -------------------- | ----------------- | ---------------- |
| 1952             | Helsinki (Finlandia) | Medalla de bronce | Ocho con timonel |